# Efraín Amézcua
Efraín Amézcua (né et mort à des dates inconnues) était un footballeur international mexicain qui jouait milieu de terrain.

## Biographie
L'entraîneur mexicain Juan Luque de Serralonga le sélectionne comme milieu de terrain pour jouer le mondial 1930 en Uruguay et représenter le Mexique. Il joue deux des trois matchs du Mexique.